# Pseudagrion arabicum
Pseudagrion arabicum – gatunek ważki z rodziny łątkowatych (Coenagrionidae).